# Alberich III. z Dammartinu
Alberich III. z Dammartinu (francouzsky Alberic III de Dammartin, † 1200) byl hrabě z Dammartinu.

## Život
Narodil se jako jediný syn hraběte Albericha II. a Klemencie z Baru. Roku 1162 se stal hrabětem z Dammartinu a o tři roky později se oženil s Matyldou, dcerou hraběte Renauda z Clermontu. Byl leníkem i straníkem anglického krále Jana Bezzemka. Závěr života strávil v Anglii a byl pohřben v klášteře Jumièges.